# Wilhelm Peters (football)
Pour les articles homonymes, voir Wilhelm Peters (homonymie) et Peters.
Wilhelm Hans Christian Carl Peters dit Willy ou Willi Peters, né le 18 mars 1901 à Hambourg et mort le 16 février 1941 à Berlin, était un footballeur et arbitre allemand de football. Il a joué en tant que footballeur au Altonaer FC 1893.

## Carrière
Peters jouait entre 1917 et 1926 comme attaquant ou milieu pour Altona 93, club phare de la ville voisine deHambourg. Avec cette équipe il participait en 1924-1925 dans le Championnat national allemand (dont sorti en quart de finale par le Duisburger SpV). Il était sélectionné plusieurs fois en sélections d'Altona, de Hambourg et d'Allemagne du Nord. Avec la dernière, il gagnait le Bundespokal en 1925. À partir 1926, Wilhelm Peters portait le maillot du SC Concordia 1907 pour deux saisons en plus.
Débutant sa deuxième carrière en 1930, il arbitre internationalement de 1936 à 1939, et a officié dans des compétitions majeures : 
- JO 1936 (1 match)
- Championnat nordique de football 1937
- Reichsbundpokal 1935-1936 (finale)
- Reichsbundpokal 1936-1937 (finale)
- Championnat d'Allemagne de football 1937-1938 (finale N°1)